# American Vandal
American Vandal é uma série de televisão norte-americana do género mockumentary, criada por Dan Perrault e Tony Yacenda, que estreou a 15 de setembro de 2017 na Netflix. A série é uma paródia de documentários sobre true crime, como Making a Murderer e Serial. A 26 de outubro de 2018, a Netflix cancelou a série após 2 temporadas; no entanto, foi anunciado que os produtores pretendiam vender o programa a outra emissora.
A série recebeu críticas maioritariamente positivas, foi nomeada para um Emmy e venceu um Prémio Peabody.

## Premissa
A 1ª temporada segue as consequências de uma partida numa escola secundária que envolve a vandalização de 27 carros do corpo docente com graffiti fálicos. A escola acusa o "palhaço da turma" do 12º ano Dylan Maxwell pelo crime e expulsa-o. No entanto, o estudante do 10º ano Peter Maldonado e o seu amigo Sam Ecklund decidem investigar o incidente, para descobrir se Dylan foi o verdadeiro responsável pelo crime.
A 2ª temporada segue Peter e Sam na investigação de um novo crime, desta vez numa escola privada católica cuja limonada do refeitório foi contaminada com laxante por alguém que se autodenomina "The Turd Burglar".

## Elenco e Personagens

### Principais
- Tyler Alvarez como Peter Maldonado, co-apresentador do programa matinal da Escola Secundária de Hanover e escritor e realizador  da série de documentários sobre true crime American Vandal.
- Griffin Gluck como Sam Ecklund, co-produtor de American Vandal e melhor amigo de Peter.
- Jimmy Tatro como Dylan Maxwell (temporada 1), principal suspeito do vandalismo na Escola Secundária de Hanover.

### Recorrentes

#### Temporada 1
- Joe Farrell como Jared Hixenbaugh
- Jessica Juarez como Brianna "Ganj" Gagne
- G. Hannelius como Christa Carlyle
- Camille Hyde como Gabi Granger
- Camille Ramsey como Mackenzie Wagner
- Eduardo Franco como Spencer Diaz
- Lukas Gage como Brandon Galloway
- Lou Wilson como Lucas Wiley
- Calum Worthy como Alex Trimboli
- Cody Wai-Ho Lee como Ming Zhang
- Saxon Sharbino como Sara Pearson
- P.L. Brown como Mr. Baxter
- Gabriela Fresquez como Sophia Gutierrez
- Ryan O'Flanagan como Steven "Kraz" Krazanski
- Karly Rothenberg como Erin Shapiro
- Aylin Bayramoglu como Madison Kaplan
- Brian Perrault como Zack Rutherford

#### Temporada 2
- Travis Tope como Kevin McClain
- Melvin Gregg como DeMarcus Tillman
- Taylor Dearden como Chloe Lyman
- DeRon Horton como Lou Carter
- Adam Ray como Agente Crowder
- Sarah Burns como Ms. Angela Montgomery
- Jay Lee como Tanner Bassett
- Bellina Logan como Detetive Carla Dickey
- Barbara Deering como Ms. Cathy Wexler
- Miles J. Harvey como Paul Schnorrenberg
- Jeremy Culhane como Grayson Wentz
- La'Charles Trask como Perry Coleman
- Susan Ruttan como Patricia McClain
- Jonathan Saks como Drew Pankratz
- Kiah Stern como Jenna Hawthorne
- Nathaniel J. Potvin como Trevor "Gonzo" Gonzalez
- Elisha Henig como Myles Crimmins
- Jeanine Jackson como Freira Orgulhosa
- Cayleb Long como "Contínuo Sexy"
- Connor Williams como Ethan Owens
- Matt Bennett como Gavin Landers
- Taylor Misiak como Abby Samuels
- Isaac Lamb como Matthew Gesualdi
- Luke Wyngarden como Nick Bradley

## Episódios
| Temporada | Episódios | Estreia                |
| --------- | --------- | ---------------------- |
| 1         | 8         | 15 de setembro de 2017 |
| 2         | 8         | 14 de setembro de 2018 |

### Temporada 1 (2017)
| Nº | Título                              | Realizador   | Argumento                      | Estreia                |
| -- | ----------------------------------- | ------------ | ------------------------------ | ---------------------- |
| 1  | Hard Facts: Vandalism and Vulgarity | Tony Yacenda | Tony Yacenda, Dan Perrault     | 15 de setembro de 2017 |
| 2  | A Limp Alibi                        | Tony Yacenda | Dan Lagana                     | 15 de setembro de 2017 |
| 3  | Nailed                              | Tony Yacenda | Mike Rosolio                   | 15 de setembro de 2017 |
| 4  | Growing Suspicion                   | Tony Yacenda | Kevin McManus, Matthew McManus | 15 de setembro de 2017 |
| 5  | Premature Theories                  | Tony Yacenda | Amy Pocha, Seth Cohen          | 15 de setembro de 2017 |
| 6  | Gag Order                           | Tony Yacenda | Jess Meyer                     | 15 de setembro de 2017 |
| 7  | Climax                              | Tony Yacenda | Lauren Herstik                 | 15 de setembro de 2017 |
| 8  | Clean Up                            | Tony Yacenda | Kevin McManus, Matthew McManus | 15 de setembro de 2017 |

### Temporada 2 (2018)
| Nº | Título         | Realizador   | Argumento                      | Estreia                |
| -- | -------------- | ------------ | ------------------------------ | ---------------------- |
| 9  | The Brownout   | Tony Yacenda | Tony Yacenda, Dan Perrault     | 14 de setembro de 2018 |
| 10 | #2             | Tony Yacenda | Dan Lagana                     | 14 de setembro de 2018 |
| 11 | Leaving a Mark | Tony Yacenda | Kevin McManus, Matthew McManus | 14 de setembro de 2018 |
| 12 | Shit Talk      | Tony Yacenda | Mark Stasenko                  | 14 de setembro de 2018 |
| 13 | Wiped Clean    | Tony Yacenda | Amy Pocha, Seth Cohen          | 14 de setembro de 2018 |
| 14 | All Backed Up  | Tony Yacenda | Jaboukie Young-White           | 14 de setembro de 2018 |
| 15 | Shit Storm     | Tony Yacenda | Jess Meyer                     | 14 de setembro de 2018 |
| 16 | The Dump       | Tony Yacenda | Kevin McManus, Matthew McManus | 14 de setembro de 2018 |

## Produção

### Desenvolvimento
Os criadores Tony Yacenda e Dan Perrault procuraram criar uma sátira de documentários sobre true crime, como Serial, Making a Murderer e The Jinx. A ideia para a série surgiu no início de 2016. A dupla fez um pitch à Netflix, que concordou em distribuir American Vandal após obter garantias de que não seria só "um sketch com piadas de pilas". A Yacenda e Perrault, que previamente tinham produzido vídeos curtos para websites como Funny or Die e CollegeHumor, juntou-se o showrunner Dan Lagana, que recentemente tinha trabalhado na série Deadbeat. Lagana ficou encarregue da contratação de argumentistas para a série, escolhendo indivíduos com relativamente pouca experiência na área da televisão.
Os criadores foram criando a trama do crime principal ao longo da criação do argumento, procurando encontrar um equilíbrio entre humor e mistério cativante.
A 3 de agosto de 2017, a Netflix anunciou que a série, intitulada American Vandal, iria estrear a 15 de setembro desse ano. Para além dos criadores Tony Yacenda e Daniel Perrault, os restantes produtores executivos anunciados foram Dan Lagana, Joe Farrell, Ari Lubet, Josh Lieberman e Michael Rotenberg, com a expectiativa de que Lagana também atuasse como showrunner. As produtoras envolvidas incluíam a CBS Television Studios, a Funny or Die e a 3 Arts Entertainment.
Pouco tempo após o lançamento da 1ª temporada, Yacenda e Perrault discutiram a possibilidade de uma 2ª temporada, baseando-se na mesma dupla de estudantes a criar um documentário sobre um crime diferente. A 26 de outubro de 2017, a Netflix anunciou que a série teria uma 2ª temporada. A 21 de agosto de 2018, foi anunciado que a 2ª temporada estrearia a 14 de setembro desse ano. A 26 de outubro de 2018, foi noticiado que a Netflix tinha cancelado a série após duas temporadas. No entanto, surgiram relatos de que os produtores pretendiam vender o programa a outra emissora.

### Casting
No casting para a série, os criadores selecionar celebridades, focando-se em atores que encaixassem nos papéis e fossem capazes de improvisar. No primeiro anúncio da série, o elenco divulgado incluía Tyler Alvarez, Jimmy Tatro, Griffin Gluck, Camille Hyde, Eduardo Franco, Jessica Juarez, Lou Wilson, Camille Ramsey, Calum Worthy, Lukas Gage e G Hannelius.
A 14 de março de 2018, foi anunciado que Travis Tope e Melvin Gregg tinham sido escolhidos para papéis principais da 2ª temporada da série. A 4 de abril do mesmo ano, foi anunciado que Adam Ray se tinha juntado ao elenco num papel recorrente. A 14 de junho, Tony Yacenda, Dan Lagana e Dan Perrault confirmaram que Alvarez e Gluck iriam regressar como Peter e Sam, focados em investigar um novo crime, desta vez numa escola católica. A 21 de agosto de 2018, foi anunciado que Taylor Dearden e DeRon Horton também fariam parte do elenco principal da 2ª temporada.

## Lançamento
A 3 de agosto de 2017, foi lançado o trailer oficial da 1ª temporada. O trailer oficial da 2ª temporada foi lançado a 21 de agosto de 2018.

## Receção

### Crítica

#### Temporada 1
A 1ª temporada da série foi aclamada pela crítica. No Rotten Tomatoes, detém um rating de aprovação de 98% com base em 47 avaliações, e uma classificação média de 8,34/10. No consenso do site lê-se: "American Vandal paga dividendos satíricos enquanto funciona também como um mistério genuinamente absorvente que oferece comentários estimulantes sobre o entretenimento moderno." No Metacritic, a série tem uma pontuação média de 75/100, com base nas avaliações de 10 críticos, indicando "críticas geralmente favoráveis".
No The Ringer, Mark Titus elogiou o humor subtil do programa, o enredo cativante e a representação realista do ensino secundário. Robert Lloyd, do Los Angeles Times, descreveu American Vandal como um "pastiche perfeitamente proporcional" de documentários sobre true crime. Steve Greene, do IndieWire, elogiou a "incrível autenticidade" das performances e a exploração da popularidade do género true crime.
A série foi também elogiada pela sua atenção aos detalhes ao retratar interações através de redes sociais. Shailee Koranne, da VICE, descreveu o retrato que American Vandal faz das redes sociais como "absolutamente preciso e repleto de nuances".
A 1ª temporada de American Vandal recebeu um Prémio Peabody a 19 de abril de 2018, com a organização da cerimónia a descrever a série como uma "ruminação surpreendentemente perspicaz sobre a vida contemporânea... o programa oferece também uma ideia de como as questões éticas do género true crime se cruzam com a dura realidade de ser um adolescente na era das redes sociais".

#### Temporada 2
No Rotten Tomatoes, a 2ª temporada detém um rating de aprovação de 98%, com uma classificação média de 8,07/10, com base em 47 avaliações. No consenso do site lê-se: "American Vandal troca um tipo de humor sujo por outro, numa ambiciosa 2ª temporada que consegue duplicar as piadas explícitas enquanto aborda subtilmente questões sociais sérias." No Metacritic, a temporada recebeu uma pontuação média de 76/100, com base nas avaliações de 13 críticos, indicando "críticas geralmente favoráveis".

### Prêmios e Nomeações
| Ano  | Prémio                            | Categoria                                                         | Nomeado | Rsultado | Ref.   |
| ---- | --------------------------------- | ----------------------------------------------------------------- | --- | -------- | ------ |
| 2018 | Critics' Choice Television Awards | Melhor Série Limitada                                             | American Vandal | Nomeado  | [ 22 ] |
| 2018 | Critics' Choice Television Awards | Melhor Ator em Série Limitada ou Filme para Televisão             | Jimmy Tatro | Nomeado  | [ 22 ] |
| 2018 | Writers Guild of America Awards   | Melhor Nova Série                                                 | Seth Cohen, Lauren Herstik, Dan Lagana, Kevin McManus, Matthew McManus, Jessica Meyer, Dan Perrault, Amy Pocha, Mike Rosolio, Tony Yacenda | Nomeado  | [ 23 ] |
| 2018 | Prêmios Peabody                   | Homenageados de entretenimento                                    | American Vandal | Vencedor | [ 24 ] |
| 2018 | Primetime Emmys                   | Melhor Argumento para Série Limitada, Filme ou Especial Dramático | Kevin McManus, Matthew McManus (por "Clean Up")                                                                                            | Nomeado  | [ 25 ] |
| 2019 | Critics' Choice Television Awards | Melhor Série Limitada                                             | American Vandal | Nomeado  | [ 26 ] |